# G-63
G-63 – radziecki lekki szybowiec desantowy z lat trzydziestych XX wieku.

## Historia
Na początku lat 30. XX wieku w ZSRR w związku z rozpoczęciem tworzenia wojsk powietrznodesantowych stworzono w Moskwie specjalne biuro konstrukcyjne sił powietrznych pod kierownictwem Pawła I. Grochowskiego, którego zadaniem miało być projektowanie i budowano szybowców dla tych wojsk. Pierwszym szybowcem opracowanym w tym biurze była konstrukcja oznaczona jako G-63, którą zaprojektował Borys D. Urłapow.
Z uwagi na postawione warunki: udźwig do 1700 kg, pomieszczenia do transportu 16 żołnierzy i przystosowanie do holowania przez dwupłatowy samolot R-5 z silnikiem o mocy 300 KM (400 kW), konstruktor zrezygnował z koncepcji szybowca o pojemnym kadłubie, a transportowanych żołnierzy umieścił w skrzydłach w pozycji leżącej.
W 1932 roku zbudowany w zakładach w Leningradzie prototyp tego szybowca i podano go szeregu badań. Potwierdziły one jego przydatność, a próby państwowe potwierdziły celowość jego zastosowania do działań desantowych.
W 1934 roku opracowano nową wersję tego szybowca oznaczoną jako G-63 bis o nazwie Jakow Ałksnis, która różniła się od prototypu wprowadzeniem kabiny drugiego pilota za kabiną pierwszego. W toku dalszych badań i prób okazało się, że sposób umieszczenia w szybowcu żołnierzy desantu utrudnia im jego opuszczenie, w związku z tym pracę nad nim przerwano, jak również nie podjęto jego produkcji.
Prototyp szybowca G-63 natomiast przerobiono na motoszybowiec transportowy, który oznaczono jako G-32M-11 Strekoza, a do jego napędu użyto silnika M-11 o mocy 61 KM (81 kW). Ten motoszybowiec używany był później do badań atmosfery.

## Opis konstrukcji
Szybowiec G-63 to średniopłat o konstrukcji drewnianej. Kadłub o konstrukcji półskorupowej i smukłym kształcie mieścił odkrytą kabinę pilota. Usterzenie klasyczne.
Skrzydła o konstrukcji składającej się z wręg i podłużnic o grubości wynoszącej 630 mm i cięciwie przykadłubowej około 4 m, mieściły pomieszczenia dla przewozu żołnierzy, po 8 w każdym skrzydle. Ładownia znajdowała się w części przykadłubowej, a żołnierze zajmowali miejsca w pozycji leżąc z głową do przodu. W tej części skrzydło w przedniej części było przezroczyste – stanowiło okno.